# Chasmanthium nitidum
Chasmanthium nitidum là một loài thực vật có hoa trong họ Hòa thảo. Loài này được (Baldwin ex Elliott) H.O.Yates mô tả khoa học đầu tiên năm 1966.